# Планка аксессуаров НАТО

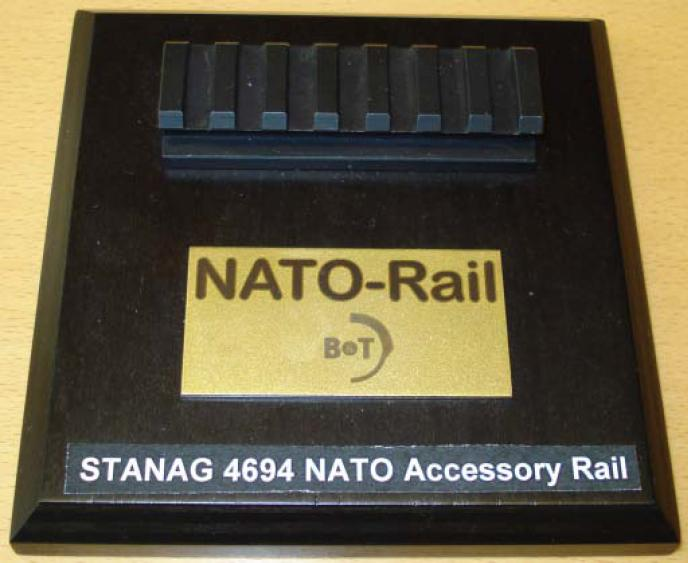
NATO Accessory Rail (STANAG 4694)

Планка аксессуаров НАТО (англ. NATO Accessory Rail) — система рельсового интерфейса, стандартизированная НАТО в соответствии с соглашением о стандартизации «STANAG 4694», принятым в мае 2009 года. Планка аксессуаров НАТО является стандартом для дополнительного оснащения к стрелковому оружию, которое монтируется к нему.
Планка аксессуаров НАТО имеет обратную совместимость со стандартом MIL-STD 1913 (принят в 1995 году), который более известен под названием «Планка Пикатинни». В новом стандарте добавлены метрические размеры планки, изменены замеры и допуски. Вместо использования только наклонных граней рекомендуется использовать для фиксирования также верхнюю поверхность планки. Планка аксессуаров НАТО была разработана многими специалистами из разных известных оружейных компаний, включая Aimpoint AB, Beretta, Colt Firearms, FN Herstal и Heckler & Koch.
В НАТО принят также стандарт новой планки STANAG 4740/ AEP-90, который предусматривает электропитание принадлежностей.